# 街占師 北白川晶子の事件占い
『街占師 北白川晶子の事件占い』（がいせんし きたしらかわあきこのじけんうらない）は、2008年から2012年までテレビ東京・BSジャパン・スイートベイジル共同制作で放送されたテレビドラマシリーズ。全2回。主演は高畑淳子。
放送枠は「水曜ミステリー9（第1期）」（第1作）、「水曜ミステリー9（第2期）」（第2作）。

## キャスト

### 北白川家
北白川晶子
演 - 高畑淳子
街占師。銀座の裏通りで客の手相を見ている手相専門の占い師。
北白川和樹
演 - 村田雄浩
晶子の夫。移動販売車のラーメン屋台「カズちゃんラーメン」の店主。客には独身だと思われ、よくホステスに言い寄られる。

### その他
大木一郎
演 - 由地慶伍
警視庁新川南警察署の刑事。
野崎峰男
演 - 火野正平
晶子の兄。警視庁新川南警察署の鑑識課員。
飛騨紫絵
演 - 吉行和子
晶子の師匠である正望紫志流の宅占師。

### ゲスト
第1作「わけあり女の殺人事件」（2008年）
- 末松浩子（晶子の客・主婦） - 三原じゅん子
- 高津美沙（高津の妻・主婦） - 小林綾子
- 堀内康子（千明耕作の娘・加代子の異母姉） - 東てる美
- 千明加代子（千明耕作の娘・元美術講師） - 岩本千春
- 高津健介（KT建築設計事務所 社長） - 篠塚勝
- 三枝俊明（KT建築設計事務所 社員） - 前田健
- ミユキ（ホステス） - 伴杏里
- 富田理恵（常磐総合病院 看護師） - 桜井明美
- 北見拓也（警視庁新川南警察署 刑事） - KENJI
- 北白川家の近所 - 小柳友貴美、上杉二美
- 晶子の客 - 高崎隆二
- 刑事 - 千葉誠樹
- 雨竜伸介（雨竜画廊 代表取締役） - 山崎銀之丞
- 水島晴彦（和樹の元上司） - 山田辰夫
- 奈良村（会長） - 穂積隆信
- 水島友里江（水島の妻・主婦） - 烏丸せつこ

第2作「死を招く手相!?」（2012年）
- 岸本マユミ（銀座のホステス） - 大塚千弘
- 春永恵美子（晶子の店の常連客） - 伊藤かずえ
- 神倉チエ子（明日香の母・会社社長） - 藤吉久美子
- 高原鶴男（ビューティーシェア 専務・本名「小野沢正」） - IZAM
- 神倉明日香（モデル出身のアイドル女優） - 逢沢りな
- 浜本光（ビューティーシェア 社長） - 葉山レイコ
- 財原寛司（制作プロダクション社長） - 中丸新将
- 安田正道（ビル管理人） - 穂積隆信
- 小林裕貴（警視庁新川南警察署 刑事） - 藤沢大悟
- 松野涼子（月島中央病院 脳腫瘍患者） - 柳下季里
- 西山美咲（西山の娘・10年前死亡） - 広澤草
- 武田沙織（ビューティーシェア 販売員） - Rio
- 鮎川弥生（ビューティーシェア 販売員） - 神農幸
- リポーター - 南波糸江
- ホステス - 内田麻美
- 記者 - ちょーすけ
- チエ子の会社の社員 - 日野誠二
- 月島中央病院 看護師 - 松山美雪
- 女子高生 - 石丸佐知、吉倉あおい
- 西山善門（NPO法人「東都詐欺被害者支援センター」代表・住之江商事 元社長） - 石倉三郎

## スタッフ
- 原作 - 姉小路祐
- 脚本 - 土屋保文（第1作）、いずみ玲（第2作）
- 監督 - 水谷俊之（第1作）、中前勇児（第2作）
- 占い指導 - 天海啓
- 技術協力 - ビデオフォーカス
- プロデュース - 櫻井卓也（第1作）、阿部真士、吉田由二
- 制作 - テレビ東京、BSジャパン、スイートベイジル

## 放送日程
| 話数 | 放送日        | サブタイトル                                                                    | 原作                      | 脚本     | 監督     |
| ---- | ------------- | ------------------------------------------------------------------------------- | ------------------------- | -------- | -------- |
| 1    | 2008年9月10日 | わけあり女の殺人事件〜 遺産相続 暴力夫！買物依存症!? 開運夫婦が謎解く哀しい陰謀 | 『街占師』 祥伝社文庫刊   | 土屋保文 | 水谷俊之 |
| 2    | 2012年1月11日 | 死を招く手相!? 美容悪徳商法に人気女優が!? 和ちゃん逮捕で晶子が奮闘!!            | 『死を招く手相』 双葉社刊 | いずみ玲 | 中前勇児 |